# Ötscher
Ötscher er et bjergmassiv beliggende i de Nordlige Kalkalper i det sydvestlige Niederösterreich i bjerggruppen Ybbstaler Alpen.
Selve bjergtoppen Ötscher er 1.893 m og ligger på grænsen mellem distrikterne Lillienfeld og Scheibbs. I bjergmassivet findes også det 1.849 høje Taubenstein og det 1.552 m høje Kleiner Ötscher.
Lackenhof am Ötscher er områdets største vintersportssted. Der findes 9 liftanlæg med en kapacitet på 10.000 personer i timen. Pisterne har en samlet længde på 19 km.